# Anatolij Puzač
Anatolij Kyrylovyč Puzač (in ucraino Анатолій Кирилович Пузач?, in russo Анатолий Кириллович Пузач?, Anatolij Kirillovič Puzač; Krasnyj Kut, 3 giugno 1941 – Kiev, 19 marzo 2006) è stato un calciatore sovietico, di ruolo attaccante.

## Palmarès

### Giocatore

#### Competizioni nazionali
- Campionato sovietico: 4

Dinamo Kiev: 1966, 1967, 1968, 1971
- Coppa dell'Unione Sovietica: 1

Dinamo Kiev: 1965-1966

### Allenatore

#### Competizioni nazionali
- Campionato sovietico: 1

Dinamo Kiev: 1990